# Amiran Papinašvili
Amiran Papinašvili (gruzínsky ამირან პაპინაშვილი), (* 17. červen 1988 v Kaspi, Sovětský svaz) je gruzínský zápasník – judista.

## Sportovní kariéra
V gruzínské seniorské reprezentaci se pohybuje od roku 2009. S příchodem trenéra Amirana Totikašviliho dostal v roce 2010 poprvé příležitost ke startu na velké akci. Připravuje se pod vedením Solomona Pejikrišviliho. V roce 2012 se kvalifikoval na olympijské hry v Londýně, ale nominaci prohrál s Betkilem Šukvanim. V roce 2016 si nominaci na olympijské hry v Riu pohlídal. Po dobrém nalosování ve čtvrtfinále nečekaně vyřadil Japonce Naohisu Takatóa, ale v semifinále nestačil na Beslana Mudranova Ruska. V boji o třetí místo podlehl Uzbeku Diyorbeku Urozboevi a obsadil 5. místo.

### Vítězství
- 2009 - 1x světový pohár (Tbilisi)
- 2010 - 1x světový pohár (Rotterdam)
- 2011 - 1x světový pohár (Baku)
- 2013 - 1x světový pohár (Moskva)
- 2014 - 1x světový pohár (Havana)
- 2015 - 1x světový pohár (Abú Zabí)

## Výsledky
| Olympijské hry     |     | — |   |     |     | —  |    |    |     | 5. |     |    |    |  |  |  |  |  |  |  |  |
| Mistrovství světa  | —   |   | — | úč. | úč. |    | 5. | 3. | úč. |    | úč. | 3. |    |  |  |  |  |  |  |  |  |
| Evropské hry       |     |   |   |     |     |    |    |    | 3.  |    |     |    | 3. |  |  |  |  |  |  |  |  |
| Mistrovství Evropy | —   | — | — | —   | 5.  | 3. | 1. | 2. | 3.  | 5. | 5.  | 5. | 3. |  |  |  |  |  |  |  |  |
| ME juniorů         | úč. |   |   |     |     |    |    |    |     |    |     |    |    |  |  |  |  |  |  |  |  |